# Dalea choanosema
Dalea choanosema är en ärtväxtart som beskrevs av Rupert Charles Barneby. Dalea choanosema ingår i släktet Dalea, och familjen ärtväxter. Inga underarter finns listade i Catalogue of Life.